# Terméképítészet

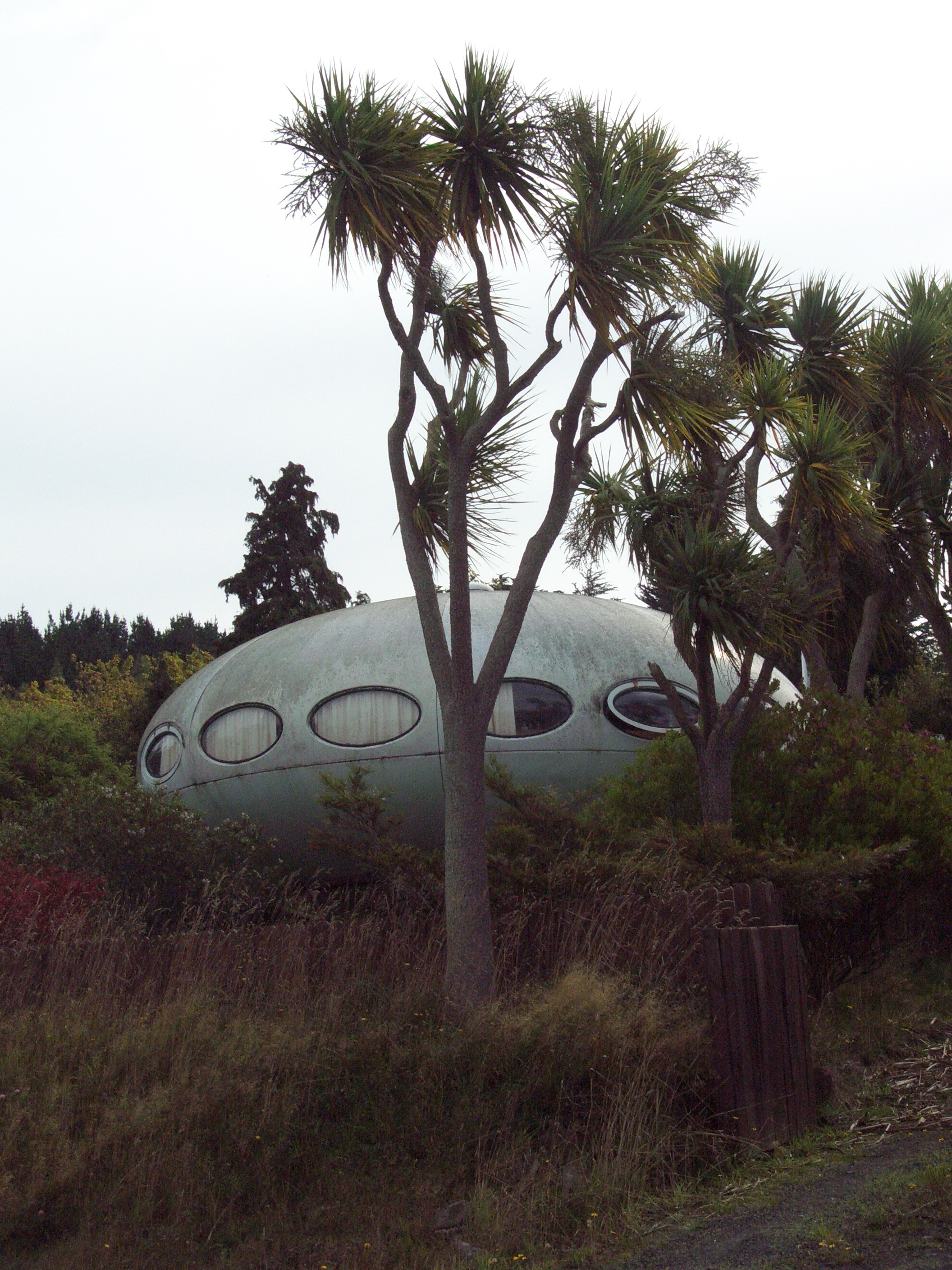
Matti Suuronen Futuro House, 1970-évek

A terméképítészet az épületek tervezésének olyan módja, amely az építészet és a formatervezés elméleti és gyakorlati együttműködésén alapul, és amely sorozatgyártásra alkalmas termékként megtervezett, használható és értékesíthető épületeket eredményez.

## Definíció
Az építészet, avagy első de nem utolsósorban a lakóépületek tervezésének egy olyan gyakorlata, mely a tervezett és kivitelezett objektumokat termékként fogja fel. Mindezt gyakran együtt jár egy látszólagos uniformizálással, de végső soron minden egyes létrejött ház vagy termék egyedivé válik, annak helyszíne és majd későbbi használata által. Az ilyen designparadigmák által létrehozott koncepciók, nagyon gyakran intelligens, fejlődni képes "készülékekké" válnak, melynek legfőbb szerepe a tulajdonossal való szellemi és fizikai kommunikáció vagyis annak maximális kényelme.
Szinte minden egyes sci-fi történet képi világában benne van a „terméképítészet”, mint elengedhetetlen eleme a mindennapi életnek. A jövőben és már a jelenben is az intelligens, tudatos ember leginkább egy ilyen terméket vásárol, szerez be magának, hogy élete ne a ház végeláthatatlan építésével legyen elfoglalva, hanem sokkal elmélyültebb tevékenységgel foglalkozhasson.
A terméképítészet 21. századi elterjedése elsősorban attól függ, hogy ki fog-e alakulni az Y-generációból egy olyan réteg, mely képes lesz életébe befogadni az okostelefon mellé egy olyan házat, amely sokkal kényelmesebb és pihentetőbb, mint az eddig ismert próbálkozások.

## A terméképítészet jellemzői
- A tervezők nagyon gyakran kapszulaszerű tárgyakban gondolkodnak, a sorozatgyártás célkitűzése és a megelégedett életvitel érdekében.
- A természetes anyagok használata mellett nagyon gyakori a szintetikus anyagok használata is. Ez alapvetően nem annyira környezetszennyező hosszútávra nézve, hiszen ezek a házak tervezésénél nagyon gyakran a Le Corbusier féle „ház lábra állítása” elvet használják. Mindez a tényező – a talajjal való kevés fizikai és kémiai kapcsolat – jelentősen hozzájárul ahhoz, hogy gyakorlatilag felszámolja a minden épület esetében tapasztalható, amúgy nem elhanyagolandó talajszennyeződést.
- A terméképítészet esszencialista mivolta miatt lényegre törő, általában magas szintű életkörülményekre tervezett modulokat alkot.

## A terméképítészetet gyakorló tervezők
- Ross Lovegrove
- Karim Rashid
- Matti Suuronen
- Buckminster Fuller
- Jacque Fresco
- Kurokava Kisó
- Richard Hamilton és Martin Goodby
- George Nelson